# Майхжак, Пётр

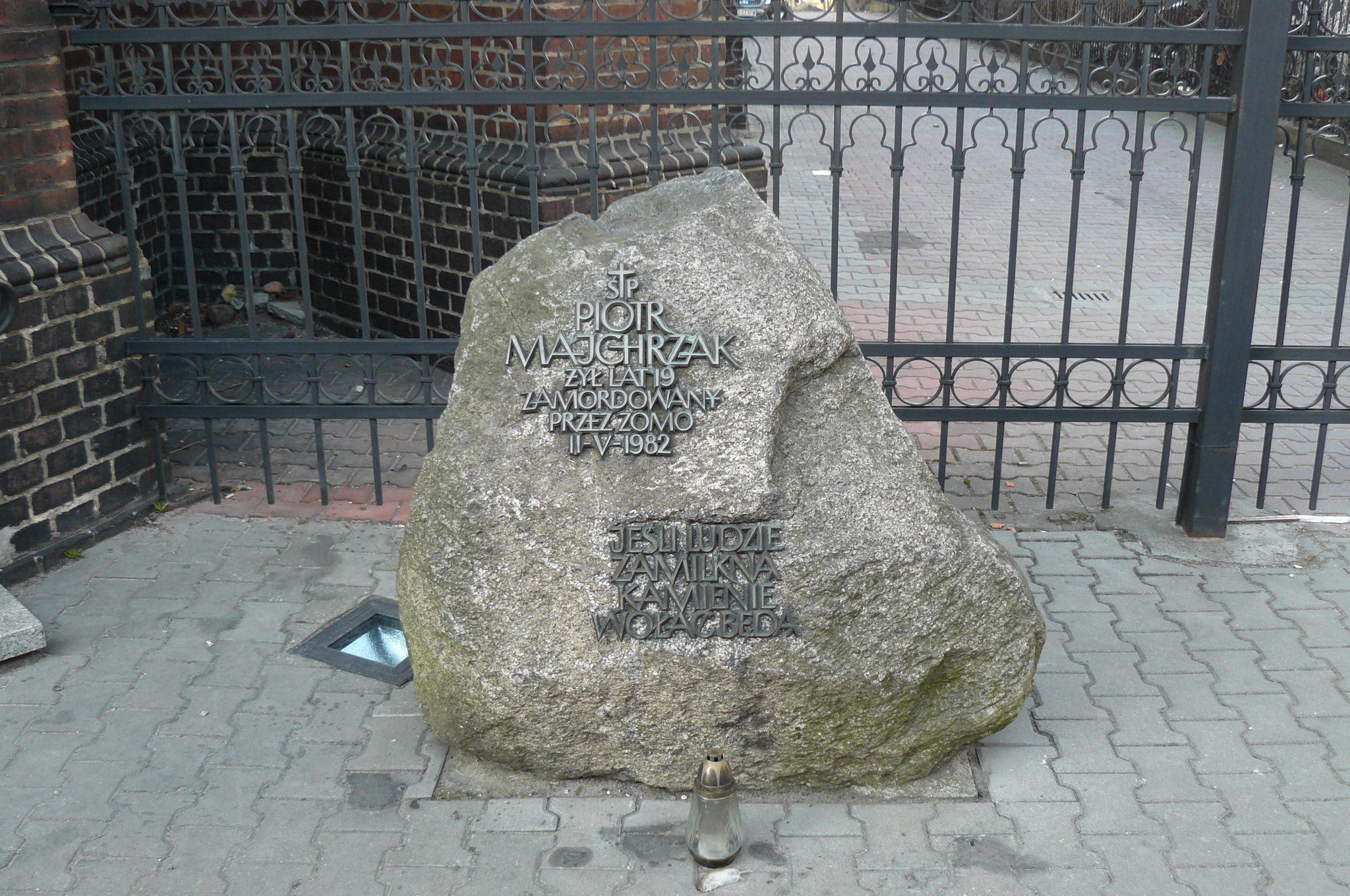
Памятный камень в честь Петра Майхжака, Познань, Польша

Пётр Ма́йхжак (пол. Piotr Majchrzak, 12.03.1963 г., Познань, Польша — 18.05.1982 г., Познань, Польша) — студент познанского сельскохозяйственного техникума, жертва Военного положения в Польской Народной Республике.

## Биография
Пётр Майхжак родился 12 марта 1963 года. В 1982 году обучался в познанском сельскохозяйственном техникуме. 11 мая 1982 года около 21.00 Пётр Майхжак был задержан сотрудниками Моторизованной бригады гражданской милиции ЗОМО и жестоко избит. 18 мая 1982 года Пётр Майхжак скончался, не приходя в сознание, от обширных повреждений черепа.
Расследование гибели Петра Майхжака было отменено по причине, как сказано в следственных документах — «по причине неизвестности преступников».
21 мая 1982 года состоялись похороны Петра Майхжака на познанском милостовском кладбище. Похороны вылились в демонстрацию против Военного положения в Польше.

## Память
29 августа 1990 года в Познани возле церкви Святейшего Спасителя на месте избиения Петра Майхжака был установлен памятный камень. Памятник польского скульптора Юзефа Петрукаизготовлен из гранитного эрратического валуна. На камне размещена латунная надпись «śp. Piotr Majchrzak. Żył lat 19. Zamordowany przez ZOMO 2 V 1982. Jeśli ludzie zamilkną kamienie wołać będą» (Пётр Майжак. Прожил 19 лет. Убит ZOMO 2 V 1982. Если люди забудут — камни возопиют).
В сентябре 1991 года Чрезвычайная Парламентская Комиссия по расследованию деятельности Министерства внутренних дел Польского Сейма X созыва признало Петра Майхжака жертвой Военного времени.
В 2010 году в польских СМИ появились публикации, сомневающиеся в вине сотрудников ЗОМО и выдвигавшие версии, что Петр Майхжак погиб в результате случайной уличной драки.

## Источник
- Raport Rokity. Sprawozdanie Sejmowej Komisji Nadzwyczajnej do Zbadania Działalności MSW, Acana, Kraków 2005.